# Mitty
Mitty es una localidad de la prefectura de Dalaba en la región de Mamou, Guinea, con una población censada en marzo de 2014 de 13 737 habitantes.
Se encuentra ubicada en el centro-oeste del país, cerca de la frontera con Sierra Leona.